# Prefeituras do Chade
O Chade foi dividido em 14 prefeituras de 1960, o ano da sua independência, até 1999, quando o país foi dividido em 28 departamentos:
NB : Ordem alfabética
| N° | Prefeitura          | Capital      | Subprefeituras                          |
| -- | ------------------- | ------------ | --------------------------------------- |
| 1  | Batha               | Ati          | Ati, Jedá, Um Hajer                     |
| 2  | Biltine             | Biltine      | Am Zoer, Arada, Biltine, Guéréda, Iriba |
| 3  | Borcu-Enedi-Tibesti | Faya-Largeau | Borcu, Enedi, Tibesti                   |
| 4  | Chari-Baguirmi      | Jamena       | Bocoro, Busso, Massakory, Jamena        |
| 5  | Guéra               | Mongo        | Bitkine, Mangalmé, Melfi, Mongo         |
| 6  | Canem               | Mao          | Mao, Mussoro, Nocu                      |
| 7  | Lac                 | Bol          | Bol, Nguri                              |
| 8  | Logone Ocidental    | Mundu        | Beinamar, Benoye, Mundu                 |
| 9  | Logone Oriental     | Doba         | Baibocum, Bebedjia,Doba, Goré           |
| 10 | Maio-Quebi          | Bongor       | Bongor, Fianga, Gunu Gaia, Léré, Pala   |
| 11 | Médio Chari         | Sarh         | Cunra, Kyabé, Maro, Moissala, Sarh      |
| 12 | Uadai               | Abéché       | Abéché, Adré, Am Dam, Goz Beida         |
| 13 | Salamate            | Am Timan     | Abudeia, Am Timan, Haraze Mangueigne    |
| 14 | Tanjilé             | Lai          | Beré, Celó, Lai                         |